# 碘化银
碘化银（AgI）为碘和银的化合物，黄色粉末（~558 °C分解），见光分解，并大量吸热，先变灰后变黑，不溶于水和氨水，用于照相术和人工降雨的晶核。

## 制备
碘化银可以通过硝酸银与碘化钾反应获得，同时会产生硝酸钾，化学反应方程式为：
{\displaystyle {\ce {AgNO3 + KI -> AgI v + KNO3}}}
也可以通过硝酸银与氢碘酸反应，生成碘化银与硝酸:
{\displaystyle {\ce {AgNO3 + HI -> AgI v + HNO3}}}
或者说是银阳离子与碘阴离子反应（只不过银离子通常由硝酸银提供）:
{\displaystyle {\ce {Ag+ + I- -> AgI v}}}
或者银单质直接与氢碘酸反应，生成碘化银与氢气:
{\displaystyle {\ce {Ag + HI -> 2AgI v + H2 ^}}}

## 性质
作为银的卤化物，碘化银易遇光分解, 其遇光分解会产生碘与银单质，化学反应方程式为：
{\textstyle {\ce {2AgI ->[light] 2Ag + I2}}}